# Noči in dnevi (film)
Noči in dnevi (poljsko Noce i dnie) je poljski epski zgodovinsko-dramski film iz leta 1975, ki ga je režiral in zanj napisal scenarij Jerzy Antczak ter temelji na istoimenskem romanu Marie Dąbrowske. V glavnih vlogah nastopajo Jadwiga Barańska, Jerzy Bińczycki, Beata Tyszkiewicz, Andrzej Seweryn, Jerzy Kamas in Elżbieta Starostecka. Dogajanje je postavljeno v mesto Kalisz v drugi polovici 19. stoletja po neuspehu januarske vstaje leta 1863, zgodba prikazuje portret zatirane družbe, življenje v izgnanstvu in zaplembe zasebne lastnine preko usode družine Niechcic.
Film je bil premierno prikazan 23. septembra 1975 v poljskih kinematografih. Bil je najdražji poljski film do tedaj in kot poljski kandidat nominiran za oskarja za najboljši mednarodni celovečerni film na 49. podelitvi.

## Vloge
- Jadwiga Barańska kot Barbara Niechcic
- Jerzy Bińczycki kot Bogumił Niechcic
- Barbara Ludwiżanka kot Barbarina mati
- Jerzy Kamas kot Daniel Ostrzeński
- Janina Traczykówna kot Michalina Ostrzeńska
- Elżbieta Starostecka kot Teresa Ostrzeńska-Kociełło
- Emir Buczacki kot Lucjan Kociełło
- Stanisława Celińska kot Agnieszka Niechcic
- Jan Englert kot Marcin Śniadowski
- Kazimierz Mazur kot Tomasz Niechcic
- Olgierd Łukaszewicz kot Janusz Ostrzeński
- Anna Nehrebecka kot Celina Katelba
- Andrzej Seweryn kot Anzelm Ostrzeński
- Karol Strasburger kot Józef Toliboski
- Henryk Borowski kot Klemens Klicki
- Beata Tyszkiewicz kot Stefania Holszańska
- Kazimierz Kaczor kot ruski častnik
- Andrzej Szczepkowski kot notar Holszański
- Władysław Hańcza kot Jan Łada
- Mieczysław Milecki kot duhovnik Komodziński
- Marek Walczewski kot Daleniecki
- Barbara Rachwalska kot strežnica družine Niechcic
- Bożena Dykiel kot Andzia Torebkówna
- Andrzej Gawroński kot Czerniak
- Ryszarda Hanin kot Żarnecka
- Ewa Dałkowska kot Olesia Chrobotówna
- Zofia Merle kot Maria Kałużna
- Tadeusz Fijewski kot Łuczak
- Helena Kowalczykowa kot kmetica v Serbinowu
- Teodor Gendera kot kmet v Serbinowu